# ディー・ツァイト
ディー・ツァイト（ドイツ語: Die Zeit ドイツ語発音: [diː ˈtsaɪt] 直訳: 時報）は、ドイツ・ハンブルクに本拠を置く週刊の全国新聞である。1946年2月21日に創刊し、毎週木曜日に発行される。発行部数は61万2912部、推定読者数は195万人以上とされ、最も広く読まれるドイツの新聞のひとつである。
この新聞は一般にドイツの権威ある新聞の一つとみなされ、主題の広範さと、1件ごとに紙面を割くと定評がある。

## 政治的傾向
新聞の論調は中道左派で、社会民主主義寄りであるが、記事ごとに差異があり、右派寄りも左派寄りもある。紙面の特徴としては、小さな記事がたくさん紙面に並ぶ一般的な新聞と違い、特定の1面にひとつの記事を配し、それが複数のページにまたがる。広い紙面を充てることから記事は非常に詳細に書かれ、新聞紙の体裁をとるがさながら専門的な雑誌のようである。
1979年、エラスムス賞受賞。